# زبادي الصويا
زبادي الصويا (بالإنجليزية: Soy yogurt)‏ هو منتج مخمر يُصنع من حليب الصويا ويُعد بديل للزبادي التقليدي. يحتوي على بروتينات عالية ونسبة منخفضة من الدهون والكربوهيدرات.

## التاريخ
يعود تاريخ زبادي الصويا إلى أوائل القرن العشرين، حيثُ ظهرت الفكرة لأول مرة على يد العالم الصيني لي يوينغ، الرائد في مجال الأطعمة المصنوعة من الصويا. لكن لم يُعرض في السوق كبديل للزبادي التقليدي إلا في عام 1977.

## التركيب
يختلف الحليب النباتي في تركيبه ومكوناته عن الحليب الحيواني. ورغم إمكانية استخدامه لصنع منتجات بديلة، إلا أن هناك اختلافات في الطعم والقوام. ولأن حليب النبات لا يحتوي على اللاكتوز، فإن زبادي الحليب النباتي يعتمد على سلالات بكتيرية مُختلفة عن تلك المستخدمة في الزبادي التقليدي.